# Noctua consequa
Noctua consequa là một loài bướm đêm trong họ Noctuidae.